# Miodrag Baletić
Miodrag Baletić (in serbo Миодраг Балетић?; 15 ottobre 1948 – Nikšić, 12 marzo 2021) è stato un allenatore di pallacanestro montenegrino, fino al 2003 jugoslavo.

## Carriera
Ha guidato il Montenegro a due edizioni dei Campionati europei (2011, 2013).